# Южная Янь
Южная Янь (кит. упр. 南燕, пиньинь Nán Yàn)— одно из 16 варварских государств, возникших в IV веке на территории Северного Китая. Существовало в 398—410 годах.

## История
Столицей Южной Янь был город Гуангу. Основал царство в 398 году вождь сяньбийского племени Мужун Дэ. В 409 году цзиньский полководец Лю Юй с речной флотилией переправился в Шаньдун где его ждали 40 000 мужунов. Лю Юй обошёл сяньбийскую армию и распустил слух о приближении ещё одной китайской армии. Войско сяньбийцев разбежалось, Мужун Чао был осаждён в крепости, но его солдаты открыли ворота. В 410 году все мужуны были истреблены.

## Императоры Южной Янь
| Храмовое имя         | Посмертное имя            | Личное имя                   | Годы правления | Девиз правления (年號 niánhào) и годы                              |
| -------------------- | ------------------------- | ---------------------------- | -------------- | ------------------------------------------------------------------ |
| Ши-цзун 世宗 Shìzōng | Сянь У-ди 獻武帝 Xiànwǔdì | Мужун Дэ 慕容德 Mùróng Dé    | 398—405        | - Яньван (燕王 Yànwáng) 398—400 - Цзяньпин (建平 Jiànpíng) 400—405 |
| отсутствует          | Хоу Чжу 後主 Hòu Zhǔ      | Мужун Чао 慕容超 Mùróng Chāo | 405—410        | - Тайшан (太上 Tàishàng) 405—410                                   |